# 하리항 (부안군)
하리항은 전라북도 부안군에 있던 어항이다. 새만금사업으로 새만금방조제로 인하여 어항의 기능을 상실하였다.

## 같이 보기
- 새만금
- 새만금호